# ヒズボラ
ヒズボラ（アラビア語: حزب الله, 翻字: Ḥizb Allāh, 文語アラビア語簡略発音：ヒズブッラー、主な口語アラビア語発音：ヒズバッラ(ー)、ヒズボッラ(ー)等）は、レバノンのシーア派イスラム主義の政治組織、武装組織。1982年に結成された。
イランとシリアの政治支援を受け、その軍事部門はアラブ世界、イスラム世界の大半で、イスラエルや欧米に対する抵抗運動の組織と見なされている。欧州連合（EU）、米国、オランダ、バーレーン、エジプト、英国、豪州、カナダ、イスラエルは、ヒズボラの全体または一部をテロ組織に指定している。

## 名称
アラビア語で「神の党」「アッラーの党」を意味する複合名で、حِزْب（ḥizb, ヒズブ, 「集団、徒党；政党」の意）とイスラームなどのセム系三大宗教の唯一神のアラビア語名称 الله（Allāh, 実際の発音：ʾallāh, アッラー）の2語から成る。
イスラム教（イスラーム）の聖典クルアーン（コーラン）に登場する表現で、唯一神アッラーフ（アラー）を信じ、その教えを守る信徒たちの徒党・一団・集団を指す。
アラビア語の発音では
- 文語非休止形【主格】：ヒズブッラーヒ（属格ではヒズビッラーヒ、対格ではヒズバッラーヒ）
- 文語発音休止形：ヒズブッラーフ（Hizbullah）
- 文語簡略発音：ヒズブッラー（研究者が使用することの多いカタカナ表記）
- 口語アラビア語（方言）発音：ヒズバッラー（Hizballah）、ヒズバッラ、ヒズボッラー（Hizbollah）、ヒズボッラ、ヒズブ・アッラ（Hizb Allah）[14]

など。またヒズビッラー（Hizbillah）、ヒズビッラ系の口語的表記も見られる。
日本で多用されているヒズボラは口語発音のヒズボッラーないしはヒズボッラが元になっており、日本の報道機関では「ヒズボラ」と表記される事が一般的である。
また日本語ネット記事ではペルシア語風発音に基づいたヘズボッラー（Hezbollah）とのカタカナ表記も見られる。

## 概要
レバノンを中心に活動している急進的シーア派イスラム主義組織で、イラン型のイスラム共和制をレバノンに建国し、非イスラム的影響をその地域から除くことを運動の中心とする。反欧米の立場を取り、イスラエルの殲滅を掲げている。
ヒズボラはレバノン内戦の最中の1982年、イスラエル国防軍によるレバノンでの軍事作戦への抵抗を契機に生まれた。イスラエルの軍事作戦は南レバノンのテロ・グループによるテロ攻撃と、シュロモ・アルゴフ駐英国イスラエル大使への暗殺未遂事件に対する反撃として遂行された。
ヒズボラ指導部は、イラン革命を主導したルーホッラー・ホメイニーの薫陶を受け、その部隊はイラン革命防衛隊から訓練を受けて組織された。
ヒズボラの1985年の宣言は4つの目的として、「イスラエル抹殺の準備段階としてイスラエルをレバノンから最終的に撤退させる」こと「レバノンからあらゆる帝国主義勢力を追放する」こと、キリスト教マロン派系の極右政党・民兵組織であるファランヘ党を「正義の支配」の下に置き、その犯罪行為を裁判にかけること、「完全な自由の下で、希望する統治体制」を選択する機会をレバノン国民に与えることを挙げる一方で、イスラム支配への傾倒を隠そうとはしなかった。
ヒズボラ指導部はまたイスラエル国家を「シオニスト政体（الكيان الصهيوني, al-kiyān al-ṣahyūnī, アル＝キヤーン・アッ＝サフユーニー）」と呼び、その破壊を求める数々の声明を出してきた。
イランとシリアが組織を支援していると言われており、特にイランは組織設立時の関与や武器供給などヒズボラと密接に結びつき、一部の活動はイランの指示によるものとされている 。スンナ派ムスリムが多いサウジアラビア、ヨルダン、エジプトなどはヒズボラの行動を批判している。シリアは主として、後方補給拠点や訓練施設、要人の自宅などを提供しており、イランから空路で到着した物資や人員はダマスカス＝ベイルート街道を陸路で通り、レバノン国境を経てヒズボラに供給されていると言われる。

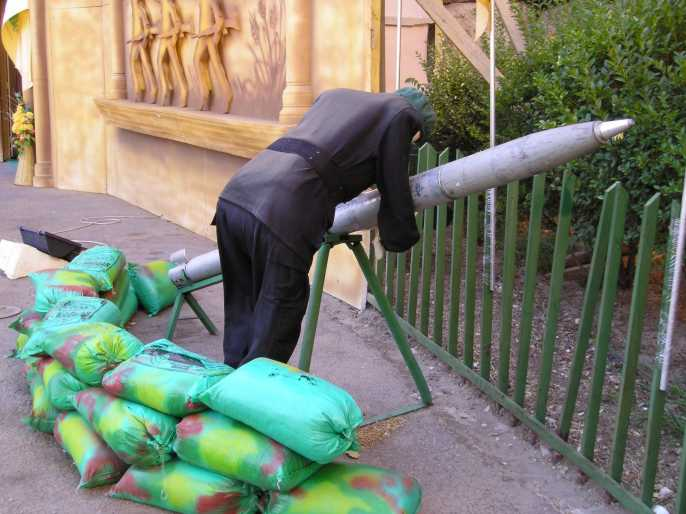
ヒズボラのロケット弾（2006年）

1980年代以降、レバノン国内外にある欧米やイスラエルの関連施設への攻撃を相次ぎ起こした（後述の「軍事行動」参照）。1983年には首都ベイルートで4月に米大使館、10月に米仏海兵隊兵舎を自爆攻撃し、米仏軍を撤退に追い込んだ。
翌1984年には米国中央情報局（CIA）支局長en:William_Francis_Buckleyを誘拐し、9月に米大使館へ再度の自爆攻撃を行った。CIA支局長の誘拐計画について、イスラエル参謀本部諜報局（アマン）はヒズボラに潜入させたスパイを通じて察知し警告した。だが当時の中東では過激派でもあっても米国アメリカやソビエト連邦の機関への攻撃はタブー視しており、米国は深刻に受け止めなかったという。
1992年以来、ヒズボラはハサン・ナスララ（ナスラッラーと表記されることも多い）が率いてきた。ナスララは2024年9月27日、イスラエル空軍の爆撃を受けてベイルートで死亡した。
2000年にイスラエルがレバノンから撤退した後も、イスラエルへの攻撃を繰り返している。2006年7月にイスラエル軍部隊と交戦した際、投降した兵2名を捕虜にした。この結果、イスラエルのレバノン再侵攻を招き、全面衝突となったが、同年8月14日に停戦が成立し、現在に至っている。
一説には2006年侵攻劇はレバノンにおけるヒズボラの政治的地位確保のための行動とも言われる。レバノン国軍に勝る軍事力を持ち、レバノン政府から施設運営費を得ていくために必要だったとされるが、その動機などは追及されていない。なお、ヒズボラ自身は、2006年の対イスラエル戦について「歴史的勝利」と主張している。
2006年8月11日の国際連合安全保障理事会決議1701で、国連安保理は、イスラエルがレバノンから撤退すること、その撤退した地域に（ヒズボラではなく)レバノン政府軍と国連軍UNIFILが駐留すること、武装集団(ヒズボラなど)の武装解除をすることを要求している。しかし、ヒズボラは武装解除していない。また、安保理は過去にも、2004年9月2日の国際連合安全保障理事会決議1559や、2006年5月17日の国際連合安全保障理事会決議1680で、レバノンの民兵組織の解散と武装解除、レバノン政府がレバノン全土を統治する（ヒズボラにレバノン南部を統治させない）ことを要求している。
2018年、イスラエルは、ヒズボラがレバノンからイスラエル領内に向けて地下トンネルを掘っており、その破壊作戦を実施すると発表した。同年9月27日の国連総会において、イスラエルの首相ベンヤミン・ネタニヤフは、イランの指揮下で、ヒズボラは低精度のミサイルを命中精度10m以内の高精度のミサイルに作り変える転換工場を、ベイルート国際空港の周辺3箇所に設けていると、衛星写真のパネルを提示して説明し、「ヒズボラに告ぐ。イスラエルはおまえたちが何を、何処でやっているのか、全て知っている。イスラエルはおまえたちの好きなようにはさせない。」と名指しで非難する演説を行っている

。
少数の民兵組織から始まったヒズボラは、レバノン議会に議席を有し、ラジオ・衛星テレビ局を持ち、社会開発計画を実施する組織へと発展を遂げた。ヒズボラはレバノンのイスラム教シーア派住民からの強固な支持を受け、数十万人規模のデモを組織する能力を持つ。
ヒズボラは2006年 - 2008年、他の政治勢力と協力し、当時のフアード・シニオラ首相の政府を相手取り抗議行動を開始した。ヒズボラによる通信ネットワークの保有をめぐるその後の論争は衝突に発展し、ヒズボラ率いる抵抗勢力はシニオラ首相に忠誠を誓う政党「未来運動」の民兵組織が支配する西ベイルートの複数の地域を制圧した。これらの地域はレバノン軍に引き渡された。
2008年には挙国一致政府が成立し、ヒズボラを含む野党勢力は、全閣僚ポスト30のうちの11に対する影響力を確保し、事実上の拒否権を手にした。2018年の総選挙では同じシーア派のアマルやキリスト教勢力との連携派閥がレバノン議会の過半数以上を確保し、政治的な影響力は更に強まっている。
ヒズボラはイランから軍事訓練、武器、財政支援を受け、シリアからは政治支援を受けている。2000年にイスラエル軍が南レバノンの駐留を終結させたことを受けてヒズボラの軍事力は顕著に増大した。
2000年6月、国連安保理がイスラエル軍のレバノン領からの完全撤退を認定したにもかかわらず、2008年8月、レバノン新内閣は、ヒズボラが軍事組織として存続することを認め、「レバノンの人々、軍隊、レジスタンスが、イスラエルが占領したシバア農場、Kafar Shuba Hills、Ghajar村のレバノン人地区を解放し、あらゆる合法かつ可能な手段を用いて国を防衛する権利」を認めた。国連安保理がイスラエルに撤退を求めた範囲(実質的にレバノン領土と認めた範囲)には、シバア農場は含まれていない。レバノンはこれらの地域を、シリア領の一部(をイスラエルが占領している状態)ではなく、レバノン領だと主張している。

## 組織と兵力

ヒズボラの組織構成図

1990年代から軍事部門と政治部門の分離が進められ、1992年に軍事部門「レバノン・イスラムの抵抗」は形式上ヒズボラとは無関係な独立機構に分離された。
- 精神的指導者：大アーヤトッラー・フセイン・ファドラッラー。晩年は組織から距離を置いていた。レバノンにおけるシーア派最高権威でもある。2010年7月4日死去。

- 議長：ハサン・ナスララ（現地発音：ハサン・ナスラッラー）2024年9月27日、イスラエルの空爆で死去。
- 副議長：ナイーム・カースィム
- 政治局会議議長：イブラーヒーム・アミーン・アッ＝サイイド
- 政治局会議副議長：マフムード・クマーティー
- 議会会派「レジスタンスへの忠誠」議員団長：ムハンマド・ラアド
- 執行評議会議長：ハーシム・サイフッディーン
- 執行評議会副議長：ムハンマド・ヤーギー
- 政治顧問：フセイン・アル＝ハリール
- 軍事作戦顧問：イマード・ファーイズ・ムグニヤ（英語版）　1983年の米仏海兵隊兵舎爆破テロの容疑で、国際手配されている。2008年2月13日、シリアでイスラエル情報機関により暗殺される。
- 対外関係局長：ナウワーフ・アル＝ムーサウィー

その他　ムハンマド・フナイシュ　前水資源・エネルギー相
日本の公安調査庁は、平時の戦闘員は最大4万5000人で、そのうち2万1000人が常勤で約5000人がシリアで活動しているとされる。
非常時には2万5000人程度を動員可能と見ている。『毎日新聞』の報道によると、戦闘員は1000人弱（戦時動員で2万人以上）で、対イスラエル攻撃用のミサイル / ロケットを約15万発保有している。

## 政治・社会活動
ヒズボラは一般に過激派組織と見なされているが、パレスチナの過激派ハマースのように選挙に参加している政治組織である。独自の議会会派「レジスタンスへの忠誠」を結成して、議会選挙では1992年8議席、1996年7議席、2000年12議席と議席を毎回獲得し、2005年7月には連立内閣に参加した。近年の議会選挙では、2018年に71議席を獲得したが2022年には（128議席中）62議席程度にとどまり過半数割れしている。
また、貧困層への教育・福祉ネットワークをつくっており、2002年のデータで、学校9校、病院3か所、診療所13か所を運営している。それ故に貧困層からの支持は厚い。
2007年のイスラエルとの戦いの際にも、被害を受けた人々の直接的な援助を行っている。
インターネット上に複数のウェブサイトを開設しており、テレビ局「アル＝マナール（المنار, al-Manār, 「灯台；光塔、ミナレット」の意）」、ラジオ局「アン＝ヌール（النور, al-Nūr, 「光」の意）」、週刊紙・ニュースサイト『アル＝アフド（العهد, al-ʿAhd, 「誓約、誓い」の意）も運営している。

## 軍事行動

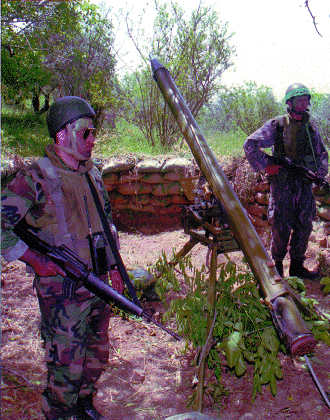
ヒズボラの民兵（1998年）

### 1982年
- 7月19日：ベイルート・アメリカン大学総長デイヴィッド・ロッジを誘拐（シリア諜報部の仲介により1年後に解放）。

### 1983年
- 4月18日：駐レバノン米大使館付近で自動車爆弾攻撃実行。63人を殺害し、120人を負傷させる（アメリカ大使館爆破事件 (1983年)）。
- 10月23日：米仏海兵隊兵舎付近で自動車爆弾攻撃実行。米兵241人、仏兵58人を殺害（ベイルート・アメリカ海兵隊兵舎爆破事件）。
- 11月4日：イスラエル国防省庁舎を銃撃。21人を殺害し、10人を負傷させる。

### 1984年
- 1月18日：アメリカン大学次期総長マルコルム・ケルを暗殺。
- 3月7日：CNNレバノン支局長ジェレミ・レヴィンを誘拐。彼は後に逃亡に成功した。
- 3月8日：米国籍のレヴェレンド・ヴェイルを誘拐。16ヵ月後、シリアとイランの仲介により解放。
- 3月16日：中央情報局（CIA）レバノン支局長ウィリアム・バクリー（英語版）を誘拐。囚人との交換を要求したが、拒絶される。バクリーは拷問により心臓発作を起こし死亡。
- 8月12日：在スペイン米空軍基地で爆弾攻撃実行。18人を殺害し、83人に負傷させる。
- 9月20日：駐ベイルート米大使館に対して自爆攻撃実行。23人を殺害し、米英大使を含む21人を負傷させる。
- 12月4日：ドバイからカラーチーに向かっていたクウェート航空の旅客機をハイジャック[42]。クウェートに収監中の数人の仲間の釈放を要求。機体はイランの首都テヘランに着陸したが、特殊部隊が突入した。2人が死亡。

### 1985年
- 6月14日：イタリアの首都ローマからギリシャの首都アテネに向かっていた旅客機をハイジャックし、ベイルートに向かった。イスラエルと南レバノンに収監中の数百人の仲間の釈放を要求。搭乗員8人と乗客145人を17日間にわたって拘束し、乗客1人を殺害した。機体は、アルジェリアに2度飛んだ後、ベイルートに着陸した。人質は解放され、実行犯は逮捕された。詳しくは「トランス・ワールド航空847便テロ事件」を参照
- 9月30日：レバノンでソ連外交官4名（内2名はKGB職員）を誘拐し、そのうち1名を殺害した[43][44]。要求はシリア軍が準備していたレバノン北部での掃討作戦の中止。掃討作戦自体はソ連側がシリアに圧力をかけて中止させたが、ヒズボラは追加の要求を出して人質の解放を拒否した[44]。最終的には実行犯のうち1人がレバノン軍に射殺され、KGBがルーホッラー・ホメイニーの暗殺をほのめかしてフセイン・ファドラッラーを脅迫したため、生存していた人質は全員解放された[44]。

### 1986年
- 9月9日：アメリカン大学総長を誘拐。44ヵ月後に解放。
- 10月21日：アメリカ国籍のエドワード・トレイシーを誘拐。1991年8月に解放。
- 2月17日：国連監視団長ウィリアム・ヒギンズ大佐を誘拐。イスラエル軍のレバノン撤退と、収監中のパレスチナ人及びレバノン人全員の釈放を要求。米政府は交渉を拒否。大佐は1991年に白骨死体となって発見され、1990年に絞首により殺害されたと推測された。

### 1992年
- 3月17日：アルゼンチン駐在イスラエル大使館付近で自動車爆弾攻撃実行。29人を殺害する。同年、当時のヒズボラ議長シャイフ・アッバース・ムーサウィーがイスラエル軍ヘリによる攻撃で死亡。

### 1994年
- 7月18日：アルゼンチンの首都ブエノスアイレスのユダヤ文化センターで自爆攻撃実行。86人を殺害。同年12月12日、イマード・ムグニヤの弟、フアード・ムグニヤがベイルート南部で自動車に仕掛けられた爆弾の爆発で死亡。

### 1996年
- 2月28日：軽航空機でイスラエル領空への侵入を試みたが、撃墜される。
- 3月4日：マナール村付近で爆破事件を起こし、イスラエル兵4人を殺害。
- 3月20日：レバノン南部にてイスラエル軍車列への自爆攻撃。イスラエル兵1人を殺害。2時間後、自爆場所から数マイル離れた場所で南レバノン軍の民兵が殺害される[45]。
- 6月25日：サウジアラビアの米軍兵舎を爆破。米兵19人を殺害。

### 2000年
- 秋：スイスでビジネスマンのエルハナン・タンネンバウムを誘拐。

### 2006年
- 7月：イスラエル兵を拉致。報復としてイスラエル軍はレバノンを空爆。ヒズボラはイスラエルへのロケット砲攻撃を敢行、イスラエル北部の主要都市ハイファ等に打撃を与えた。また、海上封鎖中の最新鋭艦にミサイルを命中・炎上させ、イスラエル側に衝撃を与えた。その後、空爆に続きイスラエル側がレバノンに越境侵攻し、ヒズボラ側と激しい戦闘になった（イスラエル・レバノン紛争）。ヒズボラは、イランやシリアから提供された最新のロシア製携行対戦車ミサイル、メティスM・コルネットなどで、イスラエルの戦車、メルカバや装甲車に大きな損害を与えた。結局イスラエル側は兵士だけでも100人以上の死者を出し、停戦成立時イスラエル国民のうち6割が今回の戦争は敗北であると考える結果に終わった。
- 8月14日：国連安保理決議に基づき、停戦発効される（レバノン時間8時）。ヒズボラは停戦成立後、ナスララ師（議長）が歴史的な勝利宣言を行った。そして直ちにイスラエルの空爆によって家を失ったレバノン国民に対し、強力な復興支援を開始した。その額1人あたり1万ドルという大金を支援している。

### 2008年
- 2月13日：ヒズボラのテレビ局「アル＝マナール」は、軍事作戦顧問で数々のテロ事件を立案・指揮したとされるイマード・ムグニーヤ（英語版）が、シリアの首都ダマスカスでモサドによって自動車に仕掛けられた爆弾の爆発により死亡したと発表した。暗殺現場は、ダマスカスのカファル・ソウサア地区で、周辺にはイラン人学校とシリア情報機関本部がある。ムグニヤは、アメリカから国際テロリストとして国際手配を受けたことから潜伏し、変装してレバノン-シリア-イラン間を往来していたとされる。2006年にイランの大統領マフムード・アフマディーネジャードと会談したとも伝えられた。

### 2023年
- 10月7日：ハマスによるガザ地区外への越境攻撃に呼応し、イスラエル側に迫撃砲が撃ち込まれた。また、エジプト政府によると、イスラエル国防軍がガザに地上侵攻した際はヒズボラが参戦するとイスラエル側に伝達があったと報じた。

### 2024年
- 9月17日：ヒズボラの戦闘員らが持っていたポケットベルが次々と爆発。翌日にはトランシーバーなどが相次いで爆発した。これら通信機器の爆発で、ヒズボラの戦闘員および周囲にいた一般市民のうち少なくとも38人が死亡、数千人が負傷した。9月19日、ヒズボラの指導者ハサン・ナスララは、演説の中で一連の爆発をイスラエルによる犯行と断定、報復を言明した[46]。

- 9月20日：ベイルート南部で、空爆されて軍事部門幹部イブラヒム・アキル司令官が死亡[47]。

- 9月25日：ヒズボラはイスラエルに向けて多数のロケット弾を発射。一部はテルアビブ郊外のモサド（イスラエルの情報機関）本部を狙ったことが明らかにされた[48]。

- 9月27日：ヒズボラの本部に向けてイスラエルが空爆。これにより、ヒズボラの最高指導者ハサン・ナスララ書記長が死亡[49]。

- 10月23日：後継指導者候補のハーシム・サフィーッディーン（英語版）師がイスラエルの空爆によって死亡した[50]。

- 11月26日：アメリカのジョー・バイデン大統領は、イスラエルとヒズボラとの間で停戦が合意されたと発表。合意は現地時間で翌27日に発効した[51]。

- 12月8日：シリアのアサド政権が崩壊[52]。ヒズボラにとって友好国が消滅するとともに、イランから武器を入手するルートの一つが途絶えることを意味した[53]。

## ラフィーク・ハリーリー元首相の暗殺の関与
2005年2月14日、レバノンでラフィーク・ハリーリー元首相などを乗せた車列がベイルート市内を走行中に道路脇に仕掛けられた爆弾が爆発し、同氏を含む22人が殺害された。ハリーリーは1992年 - 1998年、2000年 - 2004年にレバノン首相を務めた。
2009年、ハリーリーの暗殺事件を審理する国連特別法廷が、ヒズボラが殺害に関与した証拠を発見したと報道された。
2011年6月30日、ハリリ殺害事件捜査のため設置されたレバノン特別法廷は、ヒズボラ幹部4人に逮捕状を出した。同年7月3日、ヒズボラ最高指導者のハサン・ナスララは起訴事実を否認し、同法廷をヒズボラに対する陰謀であると糾弾し、逮捕状が出された幹部は絶対に逮捕させないと言明した。
2020年8月18日、国連特別法廷は、被告人不在のまま、4人の内1人に殺人やテロ行為などの罪で有罪判決を言い渡した。残り3人は証拠不十分で無罪とし、ヒズボラの組織的関与についても「ハリーリーを排除する動機はあったかもしれないが殺害に関与した証拠はない」とした。

## シリア内戦への関与
ヒズボラは長期にわたってアサド家率いるシリアの政権与党バアス党の同盟勢力であった。ヒズボラはシリア内戦で同国政府による反体制派の弾圧に協力してきたとされている。
2012年8月、国連はヒズボラが同内戦に関与したとして制裁を加えた。最高指導者のナスララは、ヒズボラがシリア政府の側について戦った事実を否定し、同年10月12日の演説で「当初からシリア反体制派はマスメディアに向けてヒズボラが3000人の戦闘員をシリアに派遣したと主張してきたがヒズボラは否定した」と語った。しかしレバノン紙「デイリー・スター」によるとナスララは同じ演説の中で、「レバノン国籍のシーア派住民居住地である（シリア国内の）23の戦略的に重要な村の支配をシリア政府が維持する」ことにヒズボラ戦闘員が協力したと語った。ナスララはヒズボラ戦闘員がシリアで「聖戦の義務」を果たして死亡したとも語った。